# BRP Antonio Luna
Le BRP Antonio Luna (FF-151) est une frégate de la marine philippine, le deuxième navire de la classe Jose Rizal de frégates lance-missiles en service dans la marine philippine. Il est capable de mener des opérations multi-rôles telles que la lutte anti-surface (ASUW), la lutte anti-sous-marine (ASW) et la lutte antiaérienne limitée (AAW). Il est l’un des principaux navires de guerre dans la marine philippine jusqu’à l’introduction de nouveaux navires contemporains plus puissants.

## Conception
Le BRP Antonio Luna a été conçu et construit par Hyundai Heavy Industries (HHI) en Corée du Sud et il est un dérivé des frégates de classe Incheon de la marine de la république de Corée (ROKN). Des modifications ont été apportées à la conception de base en utilisant des caractéristiques que l’on retrouve sur les nouvelles frégates de la ROKN, permettant la réduction de la surface équivalente radar grâce à des lignes plus épurées, une conception de surface lisse, des porte-à-faux réduits et un franc-bord bas.
La cérémonie de découpe de l’acier pour le P160 (numéro de projet de la deuxième des deux frégates) a eu lieu le 17 septembre 2018 au chantier naval HHI de l’installation Shin Hwa Tech à Pohang, en Corée du Sud. Elle marque la première étape du processus de construction du navire.

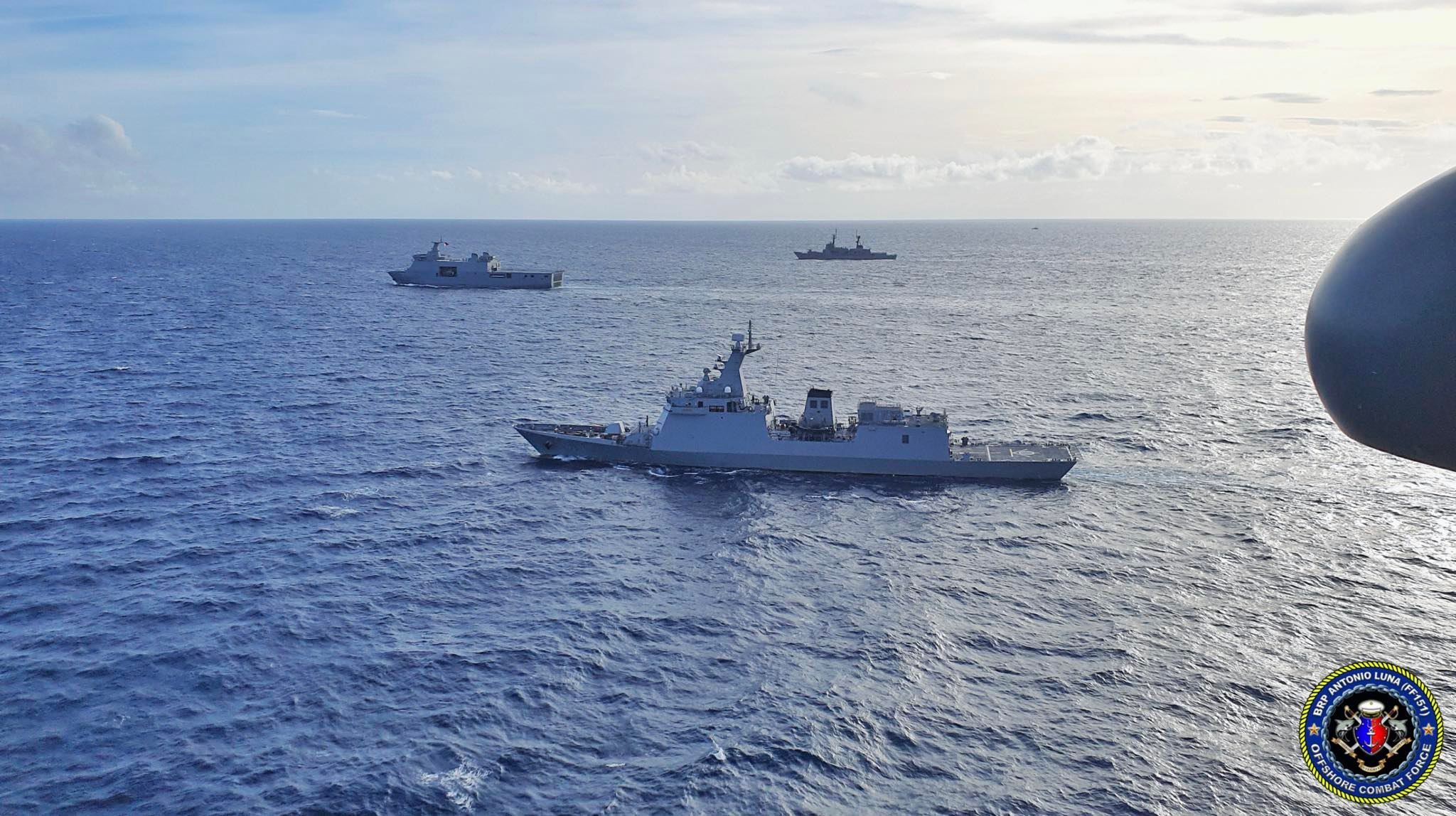
La frégate BRP Antonio Luna (FF-151) et le navire (PS-17) escortant le quai de débarquement (LD-601) lors de l’exercice interarmées des forces armées des Philippines Dagat 2021 à Lupa.

Le 20 décembre 2018, Lorenzana a annoncé lors d’une conférence de presse les noms des deux futures frégates construites par HHI : les BRP Jose Rizal et BRP Antonio Luna.
Le 23 mai 2019, HHI a organisé la cérémonie de pose de la quille du P160 à son chantier naval, marquant le début officiel de la construction du navire. Lors de la conférence de presse du même jour, un responsable de Hanwha a déclaré que la Liaison 16 ne serait probablement pas compatible avec les frégates avant 2020, en raison de problèmes entre les États-Unis et la Corée du Sud.
Le 8 novembre 2019, HHI a lancé le deuxième navire, le futur BRP Antonio Luna, à son chantier naval d’Ulsan, en Corée du Sud.
L’armement, les essais en mer et la livraison du navire ont été affectés par les restrictions dues à la pandémie de Covid-19. HHI a effectué des essais en mer pour tester la navigabilité, la propulsion, les communications, les armes et les systèmes de capteurs du navire,.
Le 18 décembre 2020, après avoir assisté à ses essais en mer, le Comité d’inspection technique et d’acceptation de la marine philippine a déclaré que le navire était conforme aux spécifications techniques convenues. Cela a permis le retour à l’amarrage de la frégate et à son équipement final avant la livraison.
Le 29 janvier 2021, le futur BRP Antonio Luna a été approuvé pour livraison et acceptation par une équipe d’inspection conjointe du ministère de la Défense nationale et de la marine philippine.
Le 9 février 2021, le navire a été accueilli par le BRP Jose Rizal dans les environs de l'Île de Capones, Zambales, après avoir quitté la Corée du Sud quatre jours plus tôt. Son accueil a été complété par un survol de trois avions de combat légers FA-50 de l’armée de l'air philippine.
Le 19 mars 2021, le navire a été officiellement mis en service sous le nom de BRP Antonio Luna (FF-151). La cérémonie a eu lieu à 8 heures du matin au Quai 13 de South Harbor, à Manille. Le secrétaire à la Défense philippin Delfin Lorenzana et le contre-amiral de la marine philippine Adelius Bordado y ont assisté.

## Carrière
Le BRP Antonio Luna a navigué vers Palawan lors de son premier déploiement.
Le BRP Antonio Luna a effectué un exercice d’homme à la mer de Chine méridionale le 21 février 2022.
Le BRP Antonio Luna a participé à l’exercice RIMPAC 2022 où il a été jugé l’un des meilleurs navires d’artillerie de l’exercice, remportant la troisième place au concours d’appui-feu de surface naval (NSFS) malgré sa participation à l’exercice pour la première fois et sa mise en service depuis un peu plus d’un an.
Le 27 avril 2023, le BRP Antonio Luna a quitté la base d’opérations navales de Subic pour participer à l’exercice maritime ASEAN-Inde (AIME) 2023 qui se tiendra du 2 au 8 mai à Singapour.